# Labadee

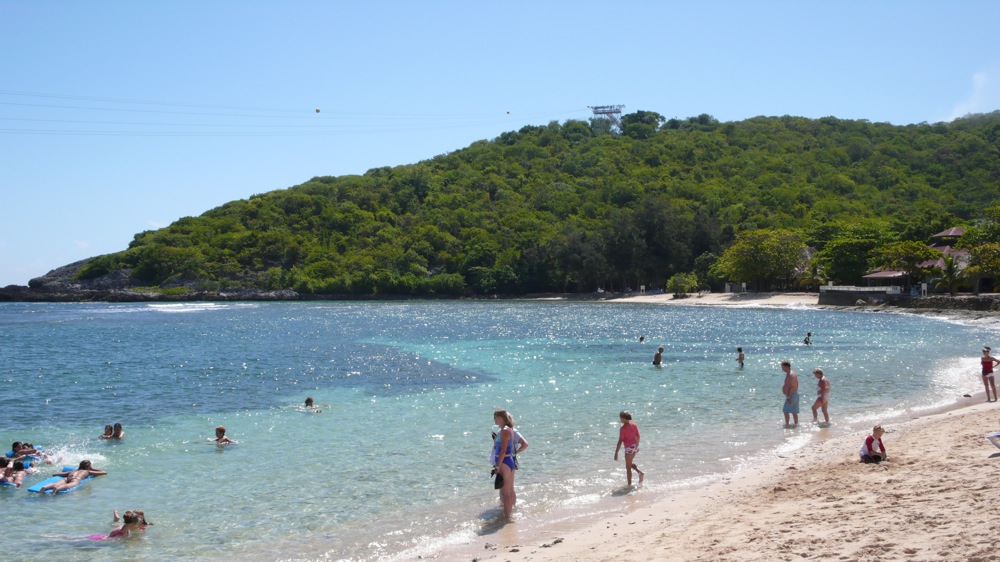
Turistas en una de las playas de Labadee

Labadee (en francés: Labadie; y en criollo haitiano: Labadi) es un fondeadero ubicado en la costa norte de Haití. Geográficamente se compone de una península y consiste en un complejo turístico en propiedad de la naviera Royal Caribbean International. Royal Caribbean es el principal promotor del turismo en Haití desde 1986. Emplea en el complejo a 300 haitianos y permite la entrada de otros 200 vendedores ambulantes cada vez que una de sus naves de crucero fondea en Labadee.
El complejo está totalmente orientado a los turistas y Royal Caribbean impide la entrada a los haitianos, para ello cuenta con guardias de seguridad propios y una verja que separa Labadee del resto del país. Las atracciones a disposición de los turistas son muy variadas e incluyen deportes acuáticos, tirolina, varias playas y un mercadillo con artesanía típica haitiana.